# Plac Jana Pawła II w Rudzie Śląskiej
Plac Jana Pawła II – plac w Nowym Bytomiu w Rudzie Śląskiej w centralnej dzielnicy miasta. Plac mieści się u styku ulicy Niedurnego i ulicy Ofiar Katynia. Na wschód od placu znajduje się ulica Objazdowa oraz tory kolejowe, zaś na zachód urząd stanu cywilnego. Plac stanowi centrum dzilenicy i miasta mieści się przy nim siedziba urzędu miasta oraz największy kościół w Rudzie Śląskiej (mający wysokość 64 metrów) pod wezwaniem św. Pawła. W 2010 roku zakończono przebudowę placu na rynek, który stał się centralnym punktem miasta. Na placu znajduje się jedna zabytkowa fontanna, która obecnie jest po renowacji oraz w centralnej części placu została wybudowana druga nowa fontanna.